# MUSIC from JOEU
MUSIC from JOEU（ミュージック・フロム・ジェイオーイーユー）は、FM愛媛で1989年4月から2011年3月まで放送されていたラジオ番組である。

## 概要

### 番組について
1989年4月1日に放送開始。長い歴史を持つFM愛媛の番組の中でも、多くのリスナーに支持を得ている長寿番組の一つであった。
放送開始当初、1950年代から現代までの音楽をメドレーで流し続けるという番組構成自体が（地方局という特質であることも含めて）珍しく、かつ画期的であったため、リスナーや各メディアから大きな注目を集めた。放送時間の微妙な変更・コーナーのリニューアルは不定期に行われていたものの、原則的な番組のコンセプトは変わらずに放送を続けていた。

### 選曲基準
FM愛媛は選曲基準が厳しいわけではなく、ほぼ全ジャンルに渡って放送されている。当番組に関しても、リクエストは洋邦新旧不問・ジャンルも不問であり、DJもその旨を告知しているが、ジャニーズやハロープロジェクトなど一部アイドルの曲、演歌、アニソンなどは原則的に流れない傾向にあった（「TODAY'S BEST MUSIC」時代では特に顕著であるが、一部例外もある（後述）。ただし、FM802やエフエム石川などのように厳しく規制がかかっているわけではない）。
2009年7月27日から8月14日までの3週間は、「夏の特別企画～永遠の邦楽大特集～」と題して、1週間ごとにテーマを設けていた。1週目は90年代の邦楽、2週目は70年代以降のアイドル、3週目は歌謡曲をそれぞれ特集。独自の切り口でそれぞれの楽曲を放送した。特に2週目は、通常では流れないジャニーズ・ハロープロジェクトやAKB48などの楽曲も流れるという、これまでとは全く違う構成で番組が展開された（なお、ジャパンエフエムネットワーク制作の番組及びニュースなどのコーナー以外は休止となった）。

### 「NON STOP MUSIC EXPRESS」時代
使用開始時期は不明だが、2004年3月までは「NON STOP MUSIC EXPRESS」というサブタイトルが付いていた。
1990年代の番組オープニングは、「JOEU-FM PRESENTS」（松田久担当時）、「HELLO!JOEU FAN!」（正岡省吾担当時）というアナウンスから始まり、2曲～3曲をひと纏まりとした曲のメドレー（3パートに分かれており、合計9曲前後）が流れ、その後番組タイトルのコールが流れていた。
2000年代（リニューアル直前）に入ってからは、FM愛媛のジングルに合わせて各DJが番組タイトルをコールする形式に変更。オープニングに費やされる時間が急激に短くなった。
13時代・14時代・15時代の前半に、「JOEU HOT PLAY」という25～40分前後のリクエスト・ゾーン（ゲストが登場する場合は、ゲストとのトーク・ゾーンが15～20分程度。大体15時代が多かった）を設け、その合間にコーナーを挟むといった番組構成であった。
かつては日替わりのメッセージテーマが設けられており、14時代ではそのテーマに沿った選曲を流すコーナーも存在した（月に一度、1週間に渡りメッセージテーマが存在しない「ノンテーマ・ウイーク」が存在した）。また、金曜日は「スーパー・フライデー」として松田・正岡のツインDJで番組を進行した時期もあった。
一時期（時期は失念だが夏頃）、松田・正岡製作によるラジオドラマを放送したこともあった。後にこの2人は「シャーベリーズ」というDJユニットを結成。自作の曲も何曲か存在する。
年末には、15時代に「JOEU紅白歌合戦」を放送していた（年末特番により、番組自体が16時代のみとなった場合に放送されたこともある）。その年を代表する曲を流す一方、松田の名（迷？）司会ぶりと、正岡が披露する（審査員役を務める各著名人の）モノマネが、本コーナーの恒例と言うべき大きな特徴でもあった。

### 「Today's Best Music!」時代
2004年4月からは、サブタイトルが「Today's Best Music!」へと変更。番組紹介が『愛媛の音楽ファン御用達！最強のミュージック・プログラム』と称されている通り、「NON STOP～」時代に比べて、より音楽に特化した番組構成へリニューアルされた（上記のラジオドラマや紅白歌合戦も、このリニューアルを機に廃止されることとなった）。また、リニューアル当初は番組開始15周年を迎えた事もあり、「Tシャツ・デザインプロジェクト」という企画も立ち上げていた。
同時に、番組専用のホームページも完成し、運用を開始した（かつては「音楽のランチボックス」「MUSIC@energy STUDIO」（2001年4月～2003年3月放送）「井坂彰のGreat Noisy Club!」と共に掲示板を立ち上げたこともあったが（現在は廃止）、正式なホームページの立ち上げはこの時が初めてとなる）。
また、リニューアルと共にジングルも一新。松田が作成したジングルが使われた（FM愛媛の公式サイトによる番組紹介では、「スリリングかつハイテンションに」と表記されており、その紹介の通り一部ジングルではノイズを多用したものが作成された。余談だが、このジングルはFM802でもかつて同じものが使用されていた（「PRIME HITZ 802」や「SATURDAY AMUSIC ISLANDS－MORNING EDITION－」等の一部ジングルや「ROCK THE SUMMER」のスポット告知などがそれに当たる））。
なお、松田の個人ホームページ（現在は閉鎖）によると、一部のジングルでコーナー名・スポンサーなどを読み上げているのは、Inter FMのナビゲーターを務めたカート・コモンであると記載されていた（その後、番組終了まで一部のジングルは継続して使用されていた）。
2007年3月をもって、番組開始当初からDJを務めた松田が、FM愛媛を退職すると共に番組を降板。同年4月からはクラブDJなどをメインに活躍する玉井智が引き継ぎ、現在に至る。玉井がFM愛媛の生放送のDJを務めるのは、「MUSIC@energy STUDIO」以来、4年ぶりとなる。また、DJ変更と共にホームページもリニューアル、ジングルも簡素なものへと変更された。
2010年5月からはリクエストやDJによる日替わりの選曲を中心とした内容に再度リニューアル。4時間弱の番組で40曲以上をほぼフルコーラスで流し、極力トークを抑えた構成となった。その一方で番組のスポンサーが激減し、末期はノンスポンサーのコーナーも存在した。そして2011年3月31日をもって、同局が2012年の開局30周年を迎えるのを前提とした大幅な番組改編に伴い、22年間の歴史に幕を閉じた（なお、同番組だけでなく、2011年3月まで同局で放送された生ワイド番組の大半は、この日をもって放送終了となった）。玉井が最後に番組を務めた3月29日に流れた最後の曲は、HOME MADE 家族の"サンキュー!!"、正岡が最後に務めた3月31日（つまり番組最終日）に流れた最後の曲は、Charの"I'VE TRIED"であった（余談だが、翌日4月1日から始まった、正岡が務める番組「P−up!MORNING」にて最初に流れた曲も、同じくCharの"SMOKY"であった）。
後番組は「中岡良一のAFTER BEAT」（〜14:55）と「MUSICA」（15:05〜）。

## DJ

### 2011年3月時
- 玉井智（月・火曜日担当）
  - 西条市出身のクラブDJ・MC。県内ボウリング場でのDJや愛媛FCの場内MCとしても活躍している。
  - 2007年4月より当番組のDJを担当。2代目の月・火曜日担当となる。
  - 1990年代後半からFM愛媛のDJとして登場。当番組のほか、「RADIO Commune EX」（木曜日）等のDJも務めていた。
- 正岡省吾（水～金曜日担当）
  - 今治市出身のパーソナリティー・シンガーソングライター。バンド「クレイジーパパ」のボーカルを務めていることもあってか、ライブイベントへ歌手として出演したり、地元企業のCMソングも手掛ける一方、県下イベントやテレビ番組の司会も務めている。
  - 当番組は開始当初よりDJを担当。
  - 1985年よりFM愛媛のDJとして登場、当番組のほか、「RADIO Commune EX」（月曜日）を務めていた。
  - 当番組開始当初、リスナーからバイリンガルだと思われていたと発言している（FM愛媛 タイムテーブル 2009年4月号より）。

### かつてのDJ
- 松田久（月・火曜日担当）
  - 徳島県出身の元FM愛媛アナウンサー。番組開始当初から同局退職直前の2007年3月まで担当。
  - 藤原町の旧社屋から放送していた頃は、企画構成・選曲やミキシング等を全て一人でこなすワンマンDJを務めていた。また、番組の一部のジングルや初代の番組専用ホームページを作成したのも彼である。
  - 正岡が水～金曜日にイベント会場へ出向（ゲストなどが登場）した場合は、ピンチヒッターで松田が務めていた（逆に、松田が月・火曜日にイベント会場へ出向した場合は正岡がピンチヒッターを務めていた）。

## 放送時間

### 2011年3月時
- 13:05～16:55
  - 年末年始・ゴールデンウイーク・夏季（現在は7月下旬が多い）期間中は、FM愛媛制作の特別番組を放送するため、番組が休止となる場合があった。また、年末のスーパー・グランド・カウントダウン放送時も、当番組は放送休止となる場合があった。
  - その他、特番により放送休止及び時間短縮となる日もあった（例：15:00から「FMフェスティバル」を放送の場合→14:55までの短縮放送（15:00のニュースは休止））。

### 過去
- かつては放送開始時間が13:00であった（現在、13:00からはニュースを放送）。
- また、放送終了時間は長年16:45であった（その後、交通情報・ミニ番組へと続く）が、交通情報が内包されるようになり、現在に至る。

## タイムテーブル

### 2011年3月時
- オープニング
  - カート・コモンによるタイトルコール後、DJによるフリートークや番組内容の紹介・告知などを挟みつつ、3～4曲をメドレーで流す。
- TOP OF ENTERTAINMENT（13:25 - 13:30）
  - 各時代のエンターテインメントを牽引したトップ・アーティストのサウンドを、エピソードと共に届ける。
- Feeling Music（13:30 - 14:00）
  - 2部構成の前半パート。各DJ選曲による日替わりのミュージック・ゾーン。かつては「Non Stop Music Zone-BEAT-」及び「Feelin'」というタイトルだった（当時は15～20分程度）。
- HOT NOW（14:00 - 14:40）
  - 最新のヒット曲を中心とした構成。
- Free Music（14:40 - 14:55）
  - リクエストや各DJによる選曲など。前述の「Feeling Music」とほぼ同様。
  - 金曜日のみ「シネマ5分勝負」という映画情報が内包。現在は同局で夕方に放送中の「井坂彰のGreat Noisy Club!」にて継続。
- ニュース（15:00 - 15:05）
- 80's ＆ 90's（15:15 - 15:45）
  - 80年代・90年代の名曲を中心とした構成。
- Driving Pleasure（15:45 - 15:50）
  - スタイリッシュなサウンドを選曲。週替わりでテーマが設けられている。
- WEEKEND INFO（金曜のみ15:55 - 16:00）
  - DeoDeo提供のコーナー。
- Feeling Music（16:00 - 16:45）
  - 2部構成の後半パート。内容は13時代と同様。
- 交通情報（16:45 - 16:50）
- エンディング

### 過去に放送したコーナー

#### 「NON STOP～」時代
- JOEU HOT PLAY Vol.1（～3）
  - DJによる選曲ゾーン及びリクエスト。ゲストが登場する場合もある。
- ARTIST PICK UP
  - 週替わりのアーティスト特集。「TODAY'S～」時代も継続して放送。一時休止後、「EVERLASTING SOUNDS」として復活した。
- DAILY SPECIAL
- DJ'ｓ Recommendation
  - 上記2コーナー共に、各DJ選曲による日替わりのミュージック・ゾーンで構成。「Feeling Music」と類似。
- Music Story
  - リスナーから週替わりでキーワードを募り、そのキーワードに沿ってリスナーとDJが選曲するコーナー。「TODAY'S～」時代も継続して放送。
  - 特別番組等でコーナーが休止になる日を含む週もあり、場合によっては1日及び2日で完結する場合もあった。
- TIME MACHINE
  - 週替わりで、数年前の曲（例：1975年、1990年…など）を、その年の出来事を交えながら振り返るコーナー。
  - 一時期、金曜日のみ「ウイークエンドに乾杯！」というサブタイトルが付いていた。
- SOUND CRUISE
  - 下記「Groove with U」枠内にて放送。アーバン・コンテンポラリーを中心とした選曲で構成。かつては「URBAN CRUISE」というタイトルだった。コーナー中盤にはその日のトピックス（国内外の話題・調査・新商品紹介など）を交えていた。
  - 「TODAY'S～」時代も継続されており、当番組内では長期に渡って放送されたコーナーであった。

#### 「TODAY'S～」時代
- Non Stop Music Zone-BEAT-
  - 各DJ選曲による日替わりのミュージック・ゾーンで構成。
- FIND A JOB!
  - 求人募集。コーナーは正味2分前後で、音楽中心であった当番組としては珍しいコーナーであった。
- SONGS OF ANNIVERSARY
  - リスナーの誕生日や結婚記念日を祝うと共に、思い出の曲のリクエストに応えるコーナー。
- K's Café MUSIC AVENUE!
  - カフェミュージックを中心に選曲。一時期、「DAILY PICK UP」に内包されていた。現在は若干テイストは違うものの、同タイトルの番組が土曜夕方に放送中。
- SOUNDS IN THE HEART
  - ナチュラルサウンド（スローテンポやヒーリングなどのナンバー）を中心とした「Sounds Green」と、上記の「Music Story」で構成。
- Sweets time Music
  - カフェミュージックやブレイクタイムに相応しいナンバーを選曲。
- Green Avenue
  - 「心と自然に心地よい音楽」をDJが選曲すると共に、エコロジーに纏わる情報・活動を紹介。
- MUSIC from JOEU '80s
  - 1980年代のヒット曲をメドレーで届ける。
- BORDER BRAKERS
  - トピックスと最新の注目曲で構成。かつて、同名の番組がFM愛媛で放送されたことがあるが、当コーナーとは無関係。
- EVERLASTING SOUNDS
  - 週替わりのアーティスト特集。場合によっては2週間に渡って特集を組む場合がある。かつては「ARTIST PICKUP」というタイトルであった（内容はほぼ同じ。時間帯は13時代後半だった）。
- DAILY PICK UP
  - 日替わりで様々なジャンルの音楽を届ける。かつては「HEART STRINGS」というタイトルであった。新聞のラ・テ欄には、『○曜日は△△△△（音楽のジャンル）』と記載があり、このコーナーで取り上げる音楽ジャンルが紹介される。2009年4月当時の構成は以下の通り。
    - 月曜日：Bossa-Nova
    - 火曜日：Elegant
    - 水曜日：Rockin' Star
    - 木曜日：Lovers（ラブソング）
    - 金曜日：Jazzy（ジャズ）
- Groove with U
  - 「その日のこの時間」に合う選曲で構成される。上記の「Feeling Music」と一部通ずる所があった。
- 今治ジャズタウン プレビュー2009
  - 「今治ジャズタウン」の情報とジャズナンバーをオンエア。2009年7月に行われた短期期間限定のコーナー。

## ヘビーローテーションについて
当番組では「まわせ！JOEU」というタイトルで、1ヶ月に渡り洋楽・邦楽から1曲ずつヘビーローテーションを流している。
- 2009年3月まで（開始時期不明、遅くとも2003年には既に開始）は、「イオンモール新居浜PRESENTS JOEU POWER TRACKS」というタイトル名義のヘビーローテーションゾーンも同時に設けていた。「まわせ！～」は洋楽、「JOEU POWER～」は邦楽のヘビーローテーションであったが、同月をもって「JOEU POWER～」は終了し、以降は「まわせ！～」のみとなった。
  - 同局における洋楽のヘビーローテーションは2011年現在、「中岡良一のAFTER BEAT」にて『ULTRA push!!!』として復帰している。
- 松田の降板・玉井の加入後も、ジングルは松田のアナウンスによるタイトルコールが用いられていた（「JOEU POWER～」終了後はジングル自体用いられていない）。